# Добро пожаловать в стандартный кошмар
«Добро пожаловать в стандартный кошмар» («Стандартный кошмар») — сатирический рассказ известного фантаста Роберта Шекли. Написан в 1978 году. Был опубликован 1978 году в авторском сборнике «Робот, который был похож на меня».
В произведении поднят вопрос об агрессивности человека и человечества.

## Сюжет
Пилот Джонни Безик бороздит космос, а в пилоты набирают людей с определённым типом психики  (чтобы они не сошли с ума от одиночества и безбрежности космоса) — «с огромным и незыблемым самомнением и воинственной самоуверенностью», как у конкистадоров. Впервые в истории он установил контакт с внеземным разумом — жителями планеты Лорис. Оказалась, что лориане 1000 лет назад изжили войны, но поддерживают бывший имперский флот в идеальном состоянии (чтоб отразить возможную атаку агрессоров), они добродушны и мудры. Безика всё это раздражает, он считает, что или земляне покорят Лорис или лориане завоюют Землю. Он решает начать первым и пытается захватить «Главного проектировщика» Веерха, а тот предлагает Безику стать императором Лориса, так как лорианцы  «прямы, безмятежны и честны», а земной «народ агрессивен, неуравновешен и способен на поразительное коварство». В итоге Джонни собирается покорить Землю, чтобы принести «цивилизацию этим обезьянам».